# 杰伊·格拉泽
杰伊·格拉泽（英語：Jay Glaser，1953年7月11日—），美国男子帆船运动员。他曾代表美国参加1984年夏季奥林匹克运动会帆船比赛，联同兰迪·史密斯获得一枚银牌。

## 家庭
妻子萨拉·格拉泽。